# 屈折回路
『屈折回路』（くっせつかいろ）は、松本清張の長編小説。『文學界』に連載され（1963年3月号 - 1965年2月号）、1977年7月に文藝春秋から刊行された。

## あらすじ
1962年の冬、従兄の香取喜曾一が熊本で自殺したと知った私は、従兄が神経衰弱で首を吊るような男とは思えず、熊本の香取の家に行く。勤務する熊本衛生試験所に遺書が二通宛てられていたが、所長は妻の江津子にその遺書を見せなかったという。香取の死んだ場所を訪れたのち、山鹿温泉で江津子は、香取が自殺の約一か月前に北海道の寿都に行ったことを話すが、江津子の微妙な姿勢に誘われて関係を持つ。
私は衛生試験所の所長に会い、香取のレポートは厚生省からの補助金が出ているものか尋ねるが、所長の答弁は、国会における政府委員のそれのように冷たかった。香取の研究対象はウイルスであり、香取は自殺の前に北海道に行っていた。ノイローゼの原因は1960年に北海道で大規模な流行をみたポリオ (急性灰白髄炎)と密接な関係があるのではないかと思った私は、北海道へ飛ぶ。
なぜ香取は大流行を来たした夕張地域ではなく、散発的な発生地の寿都にわざわざ向かったのか、私は疑問を持つ。香取がポリオの伝染経路を探していたと思う私は、寿都に続いて、香取が訪れていたという岩内や、流行の中心地の夕張を訪れる。収穫感のないまま帰路に就こうとする私は、大手製薬会社のP製薬の山崎達次郎に出会い、ポリオ流行時のワクチンの製造が、厚生省の高級官僚と、製薬業界と、外国の特許権所有会社の話合いの結果で決まるという話を聞く。
東京に戻った私は、香取江津子が娘を連れて上京するとの連絡を受ける。江津子から香取が国際衛生綜合研究所という霞ヶ関の団体から研究費を受け取っていたと聞いた私は、香典の礼を云う名目で国際衛生綜合研究所と接触しようとするが、研究所の男は事務所ではなく外での面会を指定し、警戒的で秘密めいていた。P製薬の山崎に問い合わせると、国際衛生綜合研究所はアメリカの財団で研究費を出しており、厚生省の役人が出向しているということであったが、一般の眼に触れる表向きの研究と、実際の研究の中身は違っていても構わないことをほのめかされる。
私はぼんやり一つの考えを持っていた。戦時中満洲に存置されていた日本軍の細菌部隊のことを考えていた。細菌戦の方面で出版社に寄稿していた元軍人の木田淳平の書いた資料には、1937年の大牟田爆発赤痢事件について書かれており、木田によれば、赤痢菌の流行はスパイ行為によるものではないかと暗示されていた。日中戦争に備え、軍部による赤痢菌弾の謀略が、大牟田で「実験的」に行われたのではないか。北海道のポリオの流行に疑問を持っている私には、1937年の軍部謀略がある相似性を帯びて映ってきた。
熊本大学の医学部を訪問した私は、1937年の細菌検査を担当した教授の、弟子筋にあたる開業医を知る。他方、江津子が熊本駅で私の知らない男と話をしているのを目撃し、私は江津子に騙されており、江津子は娘と自分の生活を私に押しつけるつもりではなかろうかと思うようになる。開業医の花田によると、香取のスポンサーはP製薬であり、P製薬は社長のポケットマネーの名目で、出入りの薬屋を使い熊本大学の教授に小切手を渡していたが、香取は製薬資本の走狗になっていることに疑問を起こし、その苦悩から死を択んだのであろうと私に云った。調べてみると、P製薬の社長の兄は、日本経済同盟の理事であった。江津子が自分の知らないところで東京の医療器具屋の事務に就職しようとしていることに驚く一方で、日本経済同盟の理事について知るべく、私は事務局の梅林義太郎に接触し、理事が弟のP製薬社長に命じて、ある種の特殊薬品を造らせているのではないかという想像を確かめようとする。
この世の中には策謀が満ち満ちている。私にはだんだんそれに確信がついてきていた。その後江津子のもとに戻ると、江津子は私の前であからさまな嘘を強弁し始める。私は、敵が江津子を抑えることによって、香取の足跡を訪ねて調査に当っている私の行動を監視しているのではないかと思い当たる。茨城県の平原部で奇病が発生し、山崎からその治療薬が出来上がっているという話を聞いた私は、自分の考えを話したくて仕方がなくなる。「大変な謀略が行なわれている。それを世間では気がつかないだけだ」。
江津子の娘・順子が「敵方ノ謀略ニ使ワレテイル」と思った私は、順子を「湯ノ中ニ漬ケテ煮沸消毒ヲシタ」かどで逮捕され、「病的異常、強迫観念乃至幻覚妄想等ノ精神的症状ノ有在ハ顕著ニ認メラレル」と鑑定される。

## 主な登場人物
私
R大学で英文学を教える大学教師。興味を覚えたことはとことん打ちこんで調べてみないと気がすまない性格。
香取江津子
香取喜曾一の妻。熊本在住だが東京生まれ。
香取喜曾一
熊本県の衛生試験所員。私の従兄。ウィルスを研究していた。
香取順子
江津子の娘。
山崎達次郎
大手製薬会社のP製薬の営業部管理課主任。
木田淳平
士官学校卒業の元軍人。大牟田爆発赤痢事件についての原稿を書く。
花田
八代市の花田医院の開業医。
成瀬
帝銀事件の捜査に関与した捜査二課係長。731部隊について説明する。
梅林義太郎
日本経済同盟事務局勤務の男。
上崎五郎
常陸世論新聞の記者。

## エピソード
- 近代日本文学研究者の小倉脩三は「結論部分を、作者は、主人公を発狂させることによって、わざと妄想ともまた真実とも区別のつかない形にしている。あそこではまだ正気であったとも読めるし、またすでに妄想狂の徴候があったとも読み取れる」と述べている[2]。
- 小説家の阿刀田高は「『屈折回路』が関わっている問題は件数において多く、また内容において深刻である。旧日本軍の細菌兵器研究、それが戦後アメリカに委譲されたという疑い、伝染病の蔓延、製薬会社の謀み、労働争議へのあくどい干渉、どれを採っても軽いものではない。大問題ばかりである。充分な裏づけなくしては書けることではない。それだけに書く価値はある。- 困ったな - その逡巡の中で、- ノンフィクションは無理だ。フィクションでも、普通に書いたら、問題が残る - かくて『屈折回路』の方法が・・・あえて種明かしをしてしまうが、主人公を精神異常者に仕立てて、すべてを仮説とする、という方法が採られたのではなかっただろうか」と推測し、また「主人公と江津子の関係は、一つのドラマになっている。一つの読み物としておもしろい。この部分だけを取り出せば、名作『潜在光景』になる」「『屈折回路』は、そういうプロセスを経た名作、と言ってよいのではあるまいか」と述べている[3]。